# Герт Гечко
Герт Гечко (нім. Gert Hetschko; 6 серпня 1913, Вільгельмсгафен — 12 травня 1943, Атлантичний океан) — німецький офіцер-підводник, корветтен-капітан крігсмаріне.

## Біографія
1 квітня 1933 року вступив на флот. Пройшов дуже тривалу різносторонню підготовку. В червні-жовтні 1940 року — ад'ютант в 2-й флотилії. З грудня 1940 року — вахтовий офіцер в 7-й флотилії. В травні-червні 1941 року пройшов курс командира підводного човна. З 26 червня по 8 липня 1941 року — командир підводного човна U-453, з 9 липня 1941 по 24 березня 1942 року — U-121. З березня 1942 року служив в командуванні з випробування торпед в Кілі. 20 квітня 1943 року розпочав командирську практику на U-89. 12 травня U-89 був потоплений в Північній Атлантиці північніше Азорських островів (46°30′ пн. ш. 25°40′ зх. д.) глибинними бомбами «Свордфіша» з борту британського ескортного авіаносця «Бітер» і кораблів «Бродвей» та «Лаган». Всі 48 членів екіпажу загинули.

## Звання
- Кандидат в офіцери (1 квітня 1933)
- Морський кадет (23 вересня 1933)
- Фенріх-цур-зее (1 липня 1934)
- Оберфенріх-цур-зее (1 квітня 1936)
- Лейтенант-цур-зее (1 жовтня 1936)
- Оберлейтенант-цур-зее (1 червня 1938)
- Капітан-лейтенант (1 квітня 1941)
- Корветтен-капітан (1 травня 1943, посмертно заднім числом)

## Нагороди
- Медаль «За вислугу років у Вермахті» 4-го класу (4 роки)